# Kristiina Sasínek Mäki
Kristiina Hannele Sasínek Mäki  (rozená Mäki, * 22. září 1991 Seinäjoki), rozená Kristiina Hannele Mäki, je česko-finská běžkyně. Závodí za klub Olymp Praha a ve Finsku za klub Lahden Ahkera. Po otci má finské občanství, po matce české. Je držitelkou českých rekordů na tratích 1500, 2000, 3000 a 5000 metrů a finského rekordu na 2000 m.
Jako zemi, kterou bude reprezentovat, si vybrala Česko, a to navzdory tomu, že české kvalifikační limity jsou tvrdší. Mezi důvody uvedla výborné tréninkové možnosti a to, že česká atletika ji vychovala. Rodiče ji nechali svobodně se rozhodnout. Dne 24. června 2016 v irském Sligu zaběhla český rekord v běhu na 5000 metrů časem 15:31,15. Dosažený čas znamenal splnění limitu pro nadcházející Mistrovství Evropy. Mistrovství světa v atletice 2019 se účastnila na trati 1500 m a v osobním rekordu 4:06,61 prošla do semifinále; skončila na jedenácté, nepostupové příčce.
Na Letních olympijských hrách 2020 v Tokiu dne 4. srpna 2021 v semifinále běhu na 1500 metrů časem 4:01,23 překonala o 61 setin sekundy český rekord Ivany Walterové z roku 1986. Zároveň tímto během postoupila na čas do finále, kde byla na velké světové akci z českých žen naposledy Ivana Walterová na mistrovství světa v Helsinkách v roce 1983. Na olympiádu přitom Mäki odletěla sedm měsíců po porodu. Na Mistrovství Evropy v Mnichově dne 19. srpna 2022 doběhla ve finále běhu na 1500 metrů na 6. místě časem 4:05,73.
V říjnu 2023 se vdala za atleta Filipa Sasínka, s nímž má syna Kaapa.
Na Letních olympijských hrách 2024 v Paříži skončila v opravném běhu na 1500 metrů na pátém místě, a nepostoupila tak do semifinále.